# Dirk Hespers
Dietrich „Dirk“ Hespers (* 21. Februar 1931 in Mönchengladbach; † 21. Januar 2018 Brüggen-Bracht) war ein deutscher Liedermacher, Musiker, Volksliedsammler und Lehrer.

## Leben
Dirk Hespers war der Sohn von Katharina und Theo Hespers. Dieser war ein überzeugter Katholik, kam aus der Quickborn-Bewegung und wurde schnell ein Gegner der Nationalsozialisten. 1933 flüchtete die Familie in die Niederlande. Der Vater wurde dort Mitherausgeber anti-nationalsozialistischer Schriften. Auf der dortigen Volksschule wurde der junge Dirk von Lehrern und Mitschülern als „Rot Mof“ beschimpft, er besuchte sie nur ungern und selten. 1940 floh die Familie vor den deutschen Truppen nach Belgien. Dort lebte sie illegal bis 1942. Dann wurde sie von der Gestapo aufgespürt und die Eltern wurden verhaftet. Die NSV brachte den 11-jährigen Dirk zur Großmutter nach Mönchengladbach, bis seine Mutter wieder aus der Haft entlassen wurde. Der Vater wurde nach 17 Monaten Haft und Folter am 9. September 1943 in Berlin-Plötzensee von den Nazis erhängt. Dirk konnte ihn kurz zuvor noch einmal besuchen. Durch das Schicksal seines Vaters war er schwer erschüttert, diese Traumatisierung begleitete ihn sein ganzes Leben. Einen Teil „verarbeitete“ er dadurch, dass er mit Gleichgesinnten 1993 in Mönchengladbach die Theo-Hespers-Stiftung gründete.

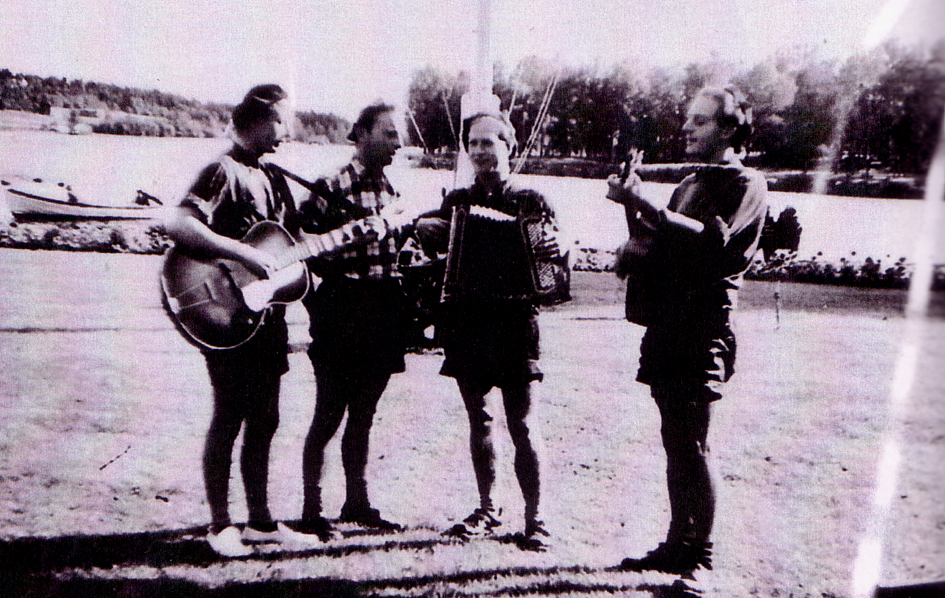
Hespers in Schweden 1952

Nach einjähriger Evakuierung an die Elbe, kehrte er mit der Mutter im Sommer 1945 nach Mönchengladbach zurück. Von 1946 bis 1948 besuchte er das Humanistische Gymnasium, brach dann aber diesen Weg ab und begann eine Maurerlehre. In dieser Zeit kam er in Berührung mit der bündischen Nachkriegsjugend, anfangs in der katholischen Jugend, dann wurde er Jungenschaftler und, 1950, durch den Einfluss von Kurt Kremers („Turi“), ein Nerother und kurzfristig Ordensführer des neu gegründeten Piraten-Ordens. Da er nach seinen traumatischen Erlebnissen Deutschland als „Gefängnis“ empfand, begab er sich – ermutigt und beeinflusst durch die Bündische Jugend – für mehrere Jahre auf „große Fahrt“: ohne Geld, nur mit leichtem Gepäck und Gitarre reiste er (meistens) mit seinem Freund Juri Andreeff („Juri“) zwischen 1952 und 1955 durch ganz Europa und den Nahen Osten. Als Matrose auf einem schwedischen Schiff reiste er zum Schluss dann noch um die halbe Welt. Nach seiner Rückkehr besuchte er nach seiner täglichen Arbeit als Maurer das Abendgymnasium in Düsseldorf-Oberkassel, machte sein Abitur und studierte auf Lehramt an der Pädagogischen Hochschule in Aachen. Anschließend arbeitete er rund 30 Jahre als Lehrer an verschiedenen Volks-, Haupt- und Grundschulen, zuletzt als Konrektor. Im Jahr 1993 wurde er pensioniert.
1977 gründete Dirk Hespers den „Vive-Le-Geuse Verlag“ in dem er gemeinsam mit Hans Ebeling Schriften der widerständischen Jugend veröffentlichte, aber auch seine musikalischen Werke sowie Bücher des Mönchengladbacher Schriftstellers Paul Eßer.
Während seiner bündischen Zeit hatte Dirk Hespers damit begonnen, Lieder zu schreiben. Rund 30 Lieder hat er alleine oder mit Freunden getextet und geschrieben. Sehr bekannt wurde sein 1952 geschriebenes Lied „Trampt durch Länder, Kontinente“. Seit Mitte der 1970er Jahre interessierte er sich neben allgemein politischen Liedern v. a. für die Lieder der Geusen und für niederrheinisches Liedgut, sowohl als Sammler, als auch als Musiker. Er gab Bücher zu diesen Themen heraus und veröffentlichte verschiedene Tonträger mit seinen Gruppen „Dirk Hespers & Makkers“ und „Zollfrei“ mit denen er auch hunderte Auftritte in Deutschland und den Niederlanden absolvierte, sowie in verschiedenen Rundfunksendungen. Parallel übertrug er viele Lieder aus dem Niederländischen und der Burensprache (Südafrika) ins Deutsche. Im Jahr 2008 veröffentlichte er eine CD mit Liedern der Edelweißpiraten. Denn inzwischen hatte er Kontakte zur Liedermacherszene in Köln geknüpft, und trat mit seinem Repertoire mehrfach sowohl auf dem Edelweißpiratenfest als auch bei den Singveranstaltungen im „Weißen Holunder“ auf. Für seine Verdienste als Mundartdichter, Musiker und Liedersammler bekam Dirk Hespers 1995 vom Landschaftsverband Rheinland den Rheinlandtaler verliehen.

## Theo-Hespers-Stiftung
1993 gründete Dirk Hespers – am Niederrhein auch „Drickes“ genannt – mit Gleichgesinnten die Theo-Hespers-Stiftung, deren Sinn und Zweck es ist, einerseits die Erinnerung an ihren Namensgeber aufrechtzuerhalten, v. a. aber über den Widerstand gegen den Nationalsozialismus zu informieren, als auch über die aktuellen Entwicklungen von Neofaschismus, Rassismus, Fremdenfeindlichkeit aufzuklären. Dazu werden Veranstaltungen organisiert und Publikationen (u. a. „Zeitzeugnisse“) herausgegeben, in denen auch Dirk, der bis zu seinem Tod 2. Vorsitzender war, Artikel schrieb. Neben Diskussionen und Protestaktionen konnte die Stiftung erreichen, dass in Mönchengladbach ein Gedenkstein, ein Stolperstein und eine Stele an Theo Hespers erinnern. Außerdem wurde die Theo-Hespers-Gesamtschule nach ihm benannt und die Katholische Kirche hat Theodor Hespers als Glaubenszeugen in das deutsche Martyrologium des 20. Jahrhunderts aufgenommen.

## Privatleben
Dirk Hespers hat aus zwei Ehen fünf Kinder, darunter die Autorin und Journalistin Nora Hespers.

## Werke

### Bücher
- (Hg.). Oss're Nobbers Pitter. Lieder vom Niederrhein. Edition Straelen, Straelen 1981. Mit Illustrationen von Jürgen Pankarz.
- (Hg.). Osser Nobbers Dauter Lies. Lieder vom Niederrhein. (Broschüre/Noten) Edition Straelen, Straelen 1982(?). Mit Illustrationen von Jürgen Pankarz.
- Geschichten von Jan und Griet. Nachdichtung in hochdeutscher Sprache. Vive le Geuse Verlag, Mönchengladbach 1985. Mit Illustrationen von Jürgen Pankarz.
- Die Wunderpflaume, realistische und irrealistische Profanlyrik. Vive le Geuse Verlag, Mönchengladbach 1992. Mit Illustrationen von Regina Smura.
- Rote Sonne. Lieder von Dirk Hespers. Rosenberger Verlag, Kassel 1994.
- (mit Alke Rudat). Ein totes Gleis. Gedichte und Kurzgeschichten. Eigenverlag, 1998(?).
- JURI – Eine Vagabundage, Eigenverlag 2004.
- Rot Mof. Kindheitserinnerungen an den Widerstandskämpfer und Vater Theo Hespers. Eigenverlag 2005.
- Rote Glut. Lieder aus dem alten Piratenorden im Nerother Wandervogel. Liederheft mit 21 Liedern, 19 Zeichnungen, Eigenverlag 2009. Mit Illustrationen von Heinz Schultz-Koernig.
- Trampt durch Länder, Kontinente. Ein vagabündisches Leben in Dur und Moll. Eigenverlag 2011.
- Hespers – Eine Viersener Familiengeschichte. Iris Kater Verlag, Viersen 2011.

### Herausgeberschaft
- (mit Hans Ebeling). Jugend contra Nationalsozialismus. „Rundbriefe“ und „Sonderinformationen deutscher Jugend“. Bartmann-Verlag, Frechen 1965 (21968).
- (mit Hans Ebeling). Kameradschaft – Schriften junger Deutscher. Sammlung der Widerstandszeitschriften der „Deutschen Jugendfront“. Vive le Geuse Verlag, Mönchengladbach 1983.
- (mit Hans Ebeling). Reaktionäre, Rebellen, Revolutionäre. Jugendbewegung – bündische Jugend, mit historischem Text- und Bildanhang. Vive le Geuse Verlag, Mönchengladbach 1988.

### Tonträger
- Dirk Hespers & Makkers. Vive le Geuz. Lieder des niederländischen Widerstandskampfes gegen die spanische Unterdrückung im 18. und 19. Jahrhundert. Vive le Geuse Verlag, Mönchengladbach 1978 (LP).
- Dirk Hespers & Makkers.. Oss're Nobbers Pitter. Lieder vom Niederrhein. Vive le Geuse Verlag, Mönchengladbach 1978 (LP/MC) / 1991 (CD).

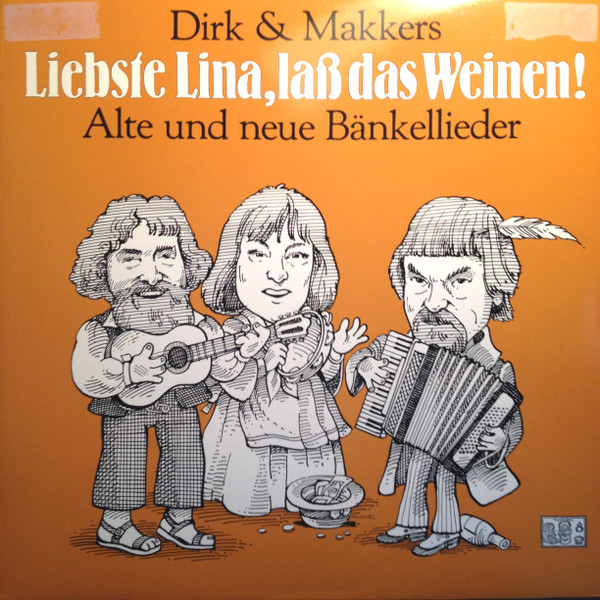
LP Cover Liebste Lina

- LP Cover Liebste LinaDirk Hespers & Makkers.. Liebste Lina, laß das Weinen! Deutsche Bänkellieder. Vive le Geuse Verlag, Mönchengladbach 1980 (LP).
- Dirk Hespers & Makkers.. Die joldene Platt. Demm Pittermann sinn Windmüll. Vive le Geuse Verlag, Mönchengladbach ?? (SG).
- Dirk Hespers & Makkers.. Wir mösse jett donn! Gesellschaftskritische Protestlieder. Vive le Geuse Verlag, Mönchengladbach ?? (MC).
- Dirk Hespers & Makkers.. Liebster komm heut‘ Nacht! Internationale Liebeslieder. Vive le Geuse Verlag, Mönchengladbach ?? (MC).
- Dirk Hespers & Makkers.. Wir sind so sehr verraten. Historische Widerstandslieder gegen den Nationalsozialismus. Vive le Geuse Verlag, Mönchengladbach 1982 (LP).
- Dirk Hespers & Makkers.. Oss're Nobbers Dauter Lies. Lieder vom Niederrhein. Vive le Geuse Verlag, Mönchengladbach 1982 (LP).
- Dirk Hespers & Makkers.. Rubbedidupp sät Pirlala. Lieder vom Niederrhein. Vive le Geuse Verlag, Mönchengladbach 1982 (LP).
- Zollfrei. Fürsten in Lumpen und Loden. Geschichte der Jugendbewegung in Liedern mit Texten und Kommentaren. Vive le Geuse Verlag, Mönchengladbach 1991(?) (LP).
- Dirk Hespers. Rot Mof. Kindheitserinnerungen an den Widerstandskämpfer und Vater Theo Hespers. Eigenverlag 2005 (Hörbuch).
- Dirk Hespers. Gegen den Stachel. Songs der Edelweißpiraten und der Bündischen Banden. Eigenverlag 2008 (CD).

### Bekannte Liedkompositionen (Auswahl)
- Ein fahrend Volk, Zigeunern gleich (cantus vagantum), Text: Kurt Kremers (turi) und Dirk Hespers, Weise: Dirk Hespers 1962.
- Es hockt am Kamin um Mitternacht, Text: Kurt Kremers (turi) und Dirk Hespers, Weise: Dirk Hespers 1954.
- Trampt durch Länder, Kontinente (Großfahrt), Text + Weise: Dirk Hespers 1952.